# سرحمول
سرحمول هي قرية لبنانية من قرى قضاء عاليه في محافظة جبل لبنان.